# Prawo ruskie
Prawo ruskie – prawo osadnicze, stosowane głównie na terenie księstw ruskich i wschodnich terenach Polski w XII-XV wieku.
Opierało się na osobistym poddaństwie chłopa i świadczeniach w naturze – daninach i robociźnie. Zezwalało na dowolność w wyborze miejsca osadzenia wsi. Osady powstałe na bazie tego prawa charakteryzowały się układem niwowym nieregularnym. Osadnicy podlegali bezpośrednio kniaziowi. Naczelnikiem wsi był tywon, występowała też funkcja dziesiętnika.
Na jego podstawie zasadzono wiele miast i wsi.
Prawo ruskie zostało oficjalnie zniesione w roku 1506, wraz z wprowadzeniem systemu polskich sądów, a w ciągu następnych 200 lat zanikły całkowicie jego tradycje.
Większość z tych miejscowości została lokowana potem powtórnie na prawie wołoskim, a miasta i część wsi – na prawie niemieckim.

## Literatura
- Енциклопедія українознавства. T. 7. Lwów, 1993, s. 2658. (ukr.)